# 掸族汤面
掸族汤面（英語：Nam ngiao，泰語發音：[ná(ː)m ŋía̯w]；或译作：英語：，泰語發音：[ná(ː)m ŋíw]）是一种有独特的辛辣味的咖喱汤面，在东北缅甸，西南、云南全省，并在泰国北部，尤其是湄宏顺府等地区十分普遍。虽然最初是掸族菜，掸族汤面很受在帕府以北的泰国北部人的欢迎，被认为是兰纳的传统吉祥菜肴之一，因而只在宴会和特殊场合供应。

## 主要成分
掸族汤面的主要食材是面条。最常用的类型是泰式米线。牛肉或猪肉是另一种主要成分，以及切块的凝固血饼（可选用鸡肉或猪肉）。切碎的番茄使这道菜具有一定的酸味。再添加经过煎、烤或炸後香脆的乾辣椒、大蒜、柠檬草、高良薑及沙薑以增添辛辣味。赋予这道菜独特风味的另一个重要成分是Thua nao，一种广泛用于泰国北部美食的糊状发酵大豆，有时会使用虾酱作为替代品。掸族汤面经常与新鲜豆芽、葱、香菜、腌菜、猪皮、青木瓜沙拉和炸肉一起享用。
这道菜的名字来源于木棉的泰语名称（羅馬化：ngio），其中乾花核是汤中必不可少的。